# Straszny wynalazca
Straszny wynalazca (inne wersje tytułów polskich przekładów: Przygody Szymona Harta, Ojczysta bandera) (fr. Face au drapeau, dosł. Twarzą do sztandaru, 1896) – jednotomowa powieść Juliusza Verne’a z cyklu Niezwykłe podróże złożona z 18 rozdziałów.
Pierwszy polski przekład, pt. Przygody Szymona Harta w tłumaczeniu Bronisławy Wierusz-Kowalskiej został opublikowany w 1896 w odcinkach w czasopiśmie Przyjaciel Dzieci.

## Zarys fabuły
Tomasz Roch, francuski wynalazca, zaprojektował Fulguratora, potężną broń. Nie mogąc sprzedać swojego niesprawdzonego pomysłu Francji, Niemcom, Wielkiej Brytanii ani USA, Roch staje się zgorzkniały i paranoiczny. Rząd Stanów Zjednoczonych umieszcza go w luksusowej klinice w Karolinie Północnej. 
Tam znajduje go pirat Ker Karraje. Porywa Rocha i jego opiekuna Gaydona do swojej kryjówki na Bermudach. Można do niej dotrzeć wyłącznie łodzią podwodną. Okazuje się, że Gaydon to tak naprawdę Simon Hart, francuski agent wysłany w celu szpiegowania Rocha. 
Roch zaczyna konstruować swoją przerażającą broń, nieświadomy, że posłuży piratom. Hartowi udaje się potajemnie wysłać wiadomość w metalowej beczce, podając pełne szczegóły planów piratów. Wiadomość dociera do władz brytyjskich na Bermudach. Brytyjczycy wysyłają łódź podwodną. Załoga łodzi zabiera Harta oraz Rocha na pokład, ale łódź zostaje zatopiona przez piratów. Znowu Hart i Roch są w rękach piratów.
Gdy broń Rocha jest ukończona, Roch zatapia przybyły okręt. Gdy jednak przybywa statek z Francji, Roch odmawia jego zniszczenia i walczy z piratami. Ostatecznie Roch wysadza siebie, swoją broń i piratów, a także całą wyspę. Jedynym ocalałym jest Hart, który zostaje hojnie nagrodzony za swoje oddanie Francji.
Jak widać powieść zbudowana jest na motywie 'szalonego wynalazcy'.